# DeetosSnel
El DeetosSnel és un club de corfbol de Dordrecht (Països Baixos) creat l'any 2008 a partir de la fusió dels clubs Deetos i DCKC Snel.
Ha guanyat la Copa d'Europa en 3 ocasions així com diverses vegades la lliga neerlandesa durant el segle xx, arribant a algunes finals durant el segle xxi.

## Història
Els dos clubs que es van fusionar per formar el DeetosSnel van ser creats el mateix any, el 1919. L'any 2006 van crear equips conjunts en caterories inferiors tot i que la fusió oficial es va fer posteriorment.

### Deetos
El Deetos es va fundar l'11 de juliol de 1919 a Dordrecht i portava samarreta de ratlles vermelles i blanques i pantalons/faldilles negres.

### DCKC Snel
El DCKC Snel es va crear el 23 de novembre de 1919 inicialment com a secció del Dordtsche Christelijke H.B.S, passant a anomenar-se Dordtsche Christelijke H.B.S. korfbal club "Snel" (DCKC Snel).

## Palmarès

### Deetos
- 3 Copes d'Europa: (1993, 1994 i 1996[2])
- 7 Campionats dels Països Baixos a l'aire lliure: (1921, 1922, 1929, 1932, 1941, 1943 i 1999)
- 5 Campionats dels Països Baixos en pista coberta: (1980, 1991, 1993, 1994 i 1995)

### DCKC Snel
- 2 Campionats dels Països Baixos a l'aire lliure: (1928 i 1930)
- 3 Copes a l'aire lliure: (1925, 1926 i 1927)